# ONE PIECE グランドバトル!
『From TV animation　ONE PIECE グランドバトル!』は、2001年3月15日にバンダイから発売された、尾田栄一郎の漫画『ONE PIECE』のアニメ作品を原作としたプレイステーション用ゲームソフト。

## 概要
テレビアニメおよびその原作となった『ONE PIECE』を題材にした初の対戦アクションゲーム。『From TV animation』のタイトルが示す通り厳密には原作漫画版ではなく、東映アニメーションが権利を持つテレビアニメ版をゲーム化した作品である。
各キャラクターはデフォルメタッチの2頭身3Dポリゴンで表現されており、ギミック満載のステージでCOMや友達と対戦できる。
出荷数は次回作『ONE PIECE グランドバトル!2』同様50万以上を記録し、PlayStation Awardsのゴールドプライズ賞を受賞している。
主題歌はアニメ版の初代オープニングテーマ「ウィーアー!」が使用されている。

### 搭載モード
イベントバトル
6人のCOM相手の勝ち抜いていく1人用モード。各戦闘前後にはフルボイスのイベントパートが挿入され、キャラの組み合わせに応じて内容が変化する。
グラントバトル
COMまたは友達と対戦できるモード。オプションで制限時間やアイテムの出現率を調節できる。

### バトルシステム
攻撃は一つのボタンのみで、十字キーとの組み合わせや連打することで連続攻撃が可能となる。
各キャラには最大3種類の必殺技が用意されており、HPが減るほど高いレベルの必殺技を使うことができる。必殺技トリガーを押すと、キャラが光りその間にそれぞれのコマンドを入力すると必殺技始動アクションが始まり、ヒットすると必殺技が発動する。始動アクションには以下のタイプが存在する。
打撃系
武器や肉弾で攻撃する最もシンプルな始動アクション。防御中の相手にも削りダメージを与える。
投げ系
最も相手に近づかなければならないが、防御中の相手にも発動可能。
タメ系
コマンドの最後のボタンを長押しすることで、飛距離や移動距離が変化する。防御中の相手にも削りダメージを与える。
手下召喚系
自分の手下を呼び出し、それぞれ相手に当たると発動する。召喚中も自身の移動は可能。タイプは拡散系、突進系、射撃系、上昇系の4つに分かれる。
カウンター系
相手の地上攻撃を受けると必殺技が発動する。

## 登場キャラクター
プレイ開始当初、イベントバトルでは麦わらの一味の5人、グラントバトルでは10人が使用可能。イベントバトルでの各クリア条件を満たすと隠しキャラが出現する。各パラメータはお宝モードで見ることができる。
モンキー・D・ルフィ
声 - 田中真弓
攻撃：A、防御：B、素早さ：C
Lv.1 ゴムゴムの戦斧
打撃系：真上に足を伸ばし、相手にたたきつける。
Lv.2 ゴムゴムの舞踏
投げ系：原作の対アーロン戦で見せた鐘・鞭・銃弾・銃乱打の4連コンボ。『グランドバトル2』では最後の銃乱打のシーンが異なる。
ロロノア・ゾロ
声 - 中井和哉
攻撃：B、防御：C、素早さ：C
Lv.1 刀狼流し
カウンター系：相手の攻撃を受け流し素早く斬りつける。
Lv.2 三千世界
タメ系：刀を回転させながら相手に突進し瞬時に切り裂く。グランドバトル2ではLv.3。
ナミ
声 - 岡村明美
攻撃：C、防御：D、素早さ：B
Lv.1 いただきハリケーン
カウンター系：すれ違いざまにダメージを与え、回復アイテムを抜き出す。
Lv.2 魅惑のキッス
タメ系：前方に投げキッスを飛ばし、相手を一定時間行動不能にする。グランドバトル2ではLv.1。
Lv.3 航海士の勘
竜巻を発生させ、雷を落とす。
ウソップ
声 - 山口勝平
攻撃：E、防御：D、素早さ：A
Lv.1 ウソップ輪ゴ～ム
カウンター系：輪ゴムで相手をびびらせ、一定時間行動不能にする。
Lv.2 必殺!火炎星
タメ系：前方に炎を纏ったパチンコ玉を放つ。
Lv.3 ナメンなチキショオ!
相手をハンマーでタコ殴りにし、火薬星で相手を爆発させる。グランドバトル2ではLv.2。
サンジ
声 - 平田広明
攻撃：C、防御：C、素早さ：B
Lv.1 バラティエディナー
カウンター系：相手を蹴り上げ、ピストルを放つ。
Lv.2 羊肉ショット
打撃系：相手の各部を蹴り、最後は後ろ蹴りを放つ。
クロ
声 - 橋本晃一
攻撃：D、防御：D、素早さ：A
Lv.1 召喚ジャンゴ、ニャーバン兄弟
手下召喚系：ジャンゴは催眠術で相手を行動不能にする。ニャーバン兄弟は相手に突進し切りかかる。
Lv.2 杓死
タメ系：抜き足による超スピードで相手を切り刻む。
クリーク
声 - 立木文彦
攻撃：B、防御：A、素早さ：E
Lv.1 ニードルマシンガン～一斉掃射
打撃系：全身に仕込んだ無数の弾丸を放つ。
Lv.2 召喚ギン
手下召喚系：トンファーを持ったギンが相手に突進する。
Lv.3 ニードルマシンガン～MH5
猛毒ガス弾を発射し、当たった相手は毒状態となり追加ダメージを受ける。
アーロン
声 - 小杉十郎太
攻撃：B、防御：B、素早さ：D
Lv.1 召喚ハチ・チュウ・クロオビ
手下召喚系：はっちゃんは相手に突進、チュウは前方に水鉄砲を放つ、クロオビは真上に上昇し腕のひれで攻撃する。
Lv.2 キリバチ大回転
打撃系：キリバチで回転しながら相手を連続で切りつける。
アルビダ
声 - 松岡洋子
攻撃：D、防御：B、素早さ：B
Lv.1 この世で一番美しい物は何だい?
タメ系：周囲に美貌を放ち、相手を一定時間行動不能にする。
Lv.2 スベスベメリーゴーランド
カウンター系：肌で相手を滑らせ、金棒で相手を吹き飛ばす。グランドバトル2ではタメ系。
バギー
声 - 千葉繁
攻撃：C、防御：E、素早さ：C
Lv.1 召喚カバジ、モージ＆リッチー
手下召喚系：カバジは一輪車で相手に突進、モージ＆リッチーは飛び跳ねながら進む。
Lv.2 バラバラフェスティバル
打撃系：分解した各パーツが相手を襲い、とどめはナイフで切りつけ体あたり。

### 隠しキャラクター
スモーカー
声 - 松尾銀三
攻撃：B、防御：B、素早さ：C
Lv.1 ホワイトスロー
タメ系：煙化した腕で相手を捕らえ、上空に投げ飛ばした後十手でなぎ払う。『グランドバトル2』での技名はホワイトスネーク。
Lv.2 ホワイトアウト
打撃系：全身を煙化し、相手を巻き込んだ後上空から地面にたたきつける。
たしぎ
声 - 野田順子
攻撃：B、防御：D、素早さ：C
Lv.1 小夜時雨
カウンター系：鞘で相手の攻撃を受け止めての居合い切り。
Lv.2 回収します～鎌居太刀
打撃系：相手に突進し連続で切りつける。『グランドバトル2』ではタメ系。
ミス・ウェンズデー
声 - 渡辺美佐
攻撃：D、防御：D、素早さ：C
Lv.1 メマーイダンス
タメ系：不思議な踊りで相手を一定時間行動不能にする。『グランドバトル2』では「香水ダンス」になっている。
Lv.2 召喚Mr.8イガラム
手下召喚系：イガラムがイガラッパッパを放つ。『グランドバトル2』ではペルとチャカに変更されている。
Lv.3 メマーイダンス～来なさいカルー
タメ系：メマーイダンスで相手の動きを封じた後、カルーを呼び出し相手に突進させる。
パンダマン
声 - 大場真人
攻撃：C、防御：C、素早さ：C
Lv.1 召喚パンサメ
手下召喚系：パンサメが斜め上に上昇し、当たると無数のパンサメが襲い掛かる。
Lv.2 G・P・D（ジャイアント・パンダ・デスロック）
投げ系：相手を上空に投げ飛ばし、空中で相手を極めたまま勢いをつけ回転しながら着地する。
ジュラキュール・ミホーク
声 - 青野武
攻撃：A、防御：A、素早さ：C
Lv.1 強きものよ
タメ系：黒刀から衝撃波を放つ。グランドバトル2ではLv.2。
Lv.2 弱きものよ
打撃系：黒刀による渾身の一撃。グランドバトル2ではLv.3。
シャンクス
声 - 池田秀一
攻撃：C、防御：A、素早さ：A
Lv.1 召喚ベックマン、ラッキー・ルウ、ヤソップ
手下召喚系：ベックマンはライフルによる打撃攻撃、ラッキー・ルウは上昇し体当たり、ヤソップは連続で発砲する。
Lv.2 失せろ
打撃系：超スピードによる連続切り。グランドバトル2ではLv.3。

### その他
ジャンゴ
声 - 矢尾一樹
本ソフトをCDプレイヤーで再生するとジャンゴとルフィの会話を聞くことができる。
イガラム
声 - 橋本晃一
ゴールド・ロジャー
声 - 大塚周夫
ナレーター
声 - 大場真人

## アイテム
各ステージにあるBOX、タル・木箱・宝箱のいずれかを壊すとアイテムが出現する。アイテムとBOXは持ち運んで相手に投げつけることもできる。
食料アイテム
HPが回復するアイテムでおにぎり（小回復）、ジョッキ（中回復）、骨付き肉（大回復）の3種類がある。また、色が暗転した腐ったアイテムがあり、触れるとそれぞれダメージを負い、一定時間動けないフラフラ状態となる。
爆弾
接触、もしくは一定時間後に爆発し、巻き込まれると大きく吹き飛ばされる。
ランタン
接触すると炎上し、一定時間ダメージを受け続ける。炎は触れることで相手に移すことができる。
宝剣
一定時間必殺技以外の攻撃力が2倍になる。
王冠
一定時間必殺技以外の防御力が2倍になる。グランドバトル2では盾。
コイン
一定時間すばやさが1.5倍になる。グランドバトル2では靴。
宝石
一定時間宝剣・王冠・コインのすべての効果を得ることができる。
ガイモン
宝箱から低確率で出現する。周りを問わず歩きながら銃を発射してくるが、持ち上げると前方に銃を発射する。攻撃を受けるか一定時間過ぎると消滅する。

## ステージ
ゴールドロジャーの処刑台を除くステージには海があり、落ちるとダメージを受ける（アーロンは除く）。悪魔の実の能力者は受けるダメージが大きい。
次作『グランドバトル2』にも登場するが、デザインは異なっている。
海岸への坂道
クロネコ海賊団との決戦の舞台となったシロップ村の海岸のステージ。坂道には油が流れており、立ち止まっていると下に流される。右画面端には満ち引きがある波があり、奥のクロネコ海賊団の海賊船からは砲弾が飛んでくる。
海上レストラン バラティエ
バラティエと残骸状態のクリーク海賊団の海賊船を舞台としたステージ。バラティエは3階構成となっている。クリークの船は安定感が悪く、キャラが乗った位置によって大きく左右に傾く。
アーロンパーク
ステージ中央と画面右端に海があるステージ。ステージ専用アイテムに触れると一定時間ダメージを受ける歯（トゥース）が出現する。
『グランドバトル2』ではアーロンタワーが崩壊している。
ゴールドロジャーの処刑台
ローグタウンの処刑台前広場のステージ。海はなく足場は両端にあるだけとシンプルな構成。一定時間おきに落雷があり、影が出現した場所に雷が落ち、当たるとダメージを受ける。
フーシャ村の港
フーシャ村と港に停まったゴーイングメリー号のステージ。中央にある回転する風車の羽や船のマストは足場にできる。
ラブーンのお腹の中
巨大クジラ・ラブーンのお腹の中のステージ。周囲に広がる胃酸の海は通常の海より大ダメージを受ける（アーロンもこの海ではダメージを受けてしまう）。ラブーンの呼吸で浮島が変化し、クロッカスが攻撃してくるなど上級者向きのステージ。
『グランドバトル2』では巨大なイカが登場している。

## 主題歌
『ウィーアー!』
歌：きただにひろし